# Dirty Dancing (banda sonora)
Dirty Dancing (soundtrack) es el título del álbum recopilatorio que contiene los temas que formaron la banda sonora de la película de 1987 Dirty Dancing. El disco tuvo un enorme éxito comercial, llegando a vender 32 millones de copias en todo el mundo, convirtiéndose así en uno del los álbumes más vendidos de la historia. En Estados Unidos estuvo 18 semanas en el puesto número uno del Billboard 200 consiguiendo la certificación de multiplatino.
En 1988 se publicó una segunda parte bajo el título de More Dirty Dancing.

## Lista de canciones

### Edición original de 1987
1. "(I've Had) The Time of My Life" (Bill Medley, Jennifer Warnes) – 4:47
2. "Be My Baby" (The Ronettes) – 2:37
3. "She's Like the Wind" (Patrick Swayze) – 3:53
4. "Hungry Eyes" (Eric Carmen) – 4:06
5. "Stay" (Maurice Williams and the Zodiacs) – 1:34
6. "Yes" (Merry Clayton) – 3:15
7. "You Don't Own Me" (The Blow Monkeys) – 2:59
8. "Hey! Baby" (Bruce Channel) – 2:21
9. "Overload" (Alfie Zappacosta) – 3:39
10. "Love Is Strange" (Mickey & Sylvia) – 2:52
11. "Where Are You Tonight?" (Tom Johnston) – 3:59
12. "In the Still of the Night" (The Five Satins) – 3:03

### Edición 20 aniversario
En octubre de 2007, RCA Records publicó una edición especial en conmemoración del 20 aniversario de la banda sonora. Esta edición contó con canciones remasterizadas, así como temas adicionales y un DVD con fotografías y vídeos promocionales.
Disco 1 (CD)
1. "Be My Baby" (The Ronettes)
2. "Where Are You Tonight?" (Tom Johnston)
3. "Stay" (Maurice Williams and the Zodiacs)
4. "Hungry Eyes" (Eric Carmen)
5. "Overload" (Zappacosta)
6. "Hey! Baby" (Bruce Channel)
7. "Love Is Strange" (Mickey & Sylvia)
8. "You Don't Own Me" (The Blow Monkeys)
9. "Yes" (Merry Clayton)
10. "In the Still of the Night" (The Five Satins)
11. "She's Like the Wind" (Patrick Swayze)
12. "(I've Had) The Time of My Life" (Bill Medley & Jennifer Warnes)
13. "Big Girls Don't Cry" (The Four Seasons)
14. "Merengue" (Michael Lloyd & Le Disc)
15. "Some Kind of Wonderful" (The Drifters)
16. "Johnny's Mambo" (Michael Lloyd & Le Disc)
17. "Do You Love Me" (The Contours)
18. "Love Man" (Otis Redding)
19. "Gazebo Waltz" (Michael Lloyd)
20. "Wipe Out" (The Surfaris)
21. "These Arms of Mine" (Otis Redding)
22. "De Todo Un Poco" (Michael Lloyd & Le Disc)
23. "Cry to Me" (Solomon Burke)
24. "Trot the Fox" (Michael Lloyd & Le Disc)
25. "Will You Love Me Tomorrow" (The Shirelles)
26. "Kellerman's Anthem" (The Emile Bergstein Chorale)
27. "Time of My Life" [Versión instrumental] (The John Morris Orchestra)

Disco 2 (DVD)
1. "She's Like the Wind" video
2. "Yes" video
3. "Hungry Eyes" video
4. "Do You Love Me" video
5. "(I've Had) The Time of My Life" video
6. "(I've Had) The Time of My Life" karaoke version
7. Photo gallery

## Posicionamiento en listas

### Lista
| Lista (1987-88)                       | Posición |
| ------------------------------------- | -------- |
| Australian Albums (Kent Music Report) | 1        |
| US Billboard 200                      | 1        |